# 短頭奈沙麗魚
短頭奈沙麗魚為輻鰭魚綱鱸形目隆頭魚亞目慈鯛科的其中一種，分布於非洲馬拉威湖南部流域，為特有種，體長可達15.4公分，偏愛棲息在沙底質水域，以浮游植物為食，生活習性不明，可作為觀賞魚。

## 擴展閱讀
維基物種上的相關：短頭奈沙麗魚